# 弁護士迫まり子の遺言作成ファイル
『弁護士迫まり子の遺言作成ファイル』（べんごしさこまりこのゆいごんさくせいファイル）は、1999年から2003年までTBS系で放送されたテレビドラマシリーズ。全5回。主演は斉藤慶子。
放送枠は「月曜ドラマスペシャル」（第1作 - 第3作）、「月曜ミステリー劇場」（第4作・第5作）。
第4作は第39回ギャラクシー賞受賞作品。
第5作のみHD撮影。

## キャスト

### 迫法律事務所
迫まり子
演 - 斉藤慶子
和美の長女。離婚を経験した後、10年かけて司法試験に合格した新米弁護士（当時35歳）。遺言状作成が専門。弁護士としてのキャリアは姉妹でいちばん短い。
迫和美
演 - 岸田今日子
弁護士。未亡人。
迫りえ子
演 - 田村英里子（第1作 - 第3作）
和美の三女。外資系企業専門の弁護士。
迫みな子
演 - 磯野貴理子（少女期：鉢嶺七奈〈第3作〉）
和美の次女。弁護士。医療裁判の新鋭。

### ゲスト
第1作「約束」（1999年）
- 須藤博美（新作の長女） - 水島かおり
- 須藤聡（新作の長男・須藤リース 社員） - 吉見一豊
- 渡辺初子（相沢の同棲相手） - 町田博子
- 須藤暁（新作の次男・ビデオ店経営者） - 内田大介
- 須藤新作（須藤リース 社長） - 細川俊之
- 須藤文子（新作の妻） - 柳川慶子
- 須藤雪子（聡の妻） - 中上ちか
- 相沢信一（新作の学生時代の友人） - 秋野太作
- 渡辺康子、桜林美和、栗原直樹、大門公人、高橋啓、ロメオ・ディアー、村上想太、青木千奈美、酒井翔太郎、西山樹

第2作「時効」（2000年）
- 高橋俊介（一ノ瀬の息子・セキの戸籍に入り高橋姓に変える） - 古本新之輔（中学生：郭智博）
- 高橋セキ（みゆきの母） - 志賀眞津子
- 医師 - 加賀谷純一
- 一ノ瀬みゆき（一ノ瀬の妻・15年前死亡） - 上原由恵
- 迫法律事務所で夫と言い争いをしている妻 - 前田悠衣
- 太田達彦（警視庁捜査一課特殊犯捜査係 刑事・一ノ瀬の元部下） - 村田雄浩
- 一ノ瀬陽平（指名手配犯・大井東警察署 元刑事） - 根津甚八
- 久松信美、高土新太郎、中村修三、平良政幸、吉田知恵、高木佐枝子、稲垣謙介

第3作「秘密」（2000年）
- 妊婦 - 猫田直
- 三枝美帆（まり子に遺言作成を依頼した少女・中学3年生） - 長澤まさみ
- 山崎隆（故人） - 遠藤憲一
- 増田貴幸（増田病院 院長） - 三浦浩一
- 三枝亜希子（美帆の母・産婦人科医） - 桃井かおり
- 笹峰愛、斎藤恭央、川端良香、小川恵子、神原智己、安田美香、鉢嶺杏奈、斉藤みずき、谷口めぐみ、新井璃帆、長与梨加

第4作「再会」（2002年）
- 沢田康雄（仮釈放中の殺人犯） - 大地康雄
- 川野文子（沢田の元妻） - 山口果林
- 川野みゆき（沢田と文子の娘） - 奥貫薫（幼少期：平本亜夢 / 中学生：井料彩美）
- 関根勝（沢田が起こした殺人事件の被害者） - 亀山助清
- 中谷賢一（みゆきの婚約者・関根の息子） - 林泰文
- 取立人 - 深見亮介
- 池田 - 木村靖司
- 山崎大輔、大橋寛展、飯塚俊太郎、渡辺信子、栗原智紀、三浦斗夢、平本亜夢

第5作「告発」（2003年）
- 山野孝平（太一郎の養子・長野県花岡市 前市長・市長選の立候補者） - 大石継太
- 柳川和夫（孝平の小学生時代の恩師・2年前から行方不明） - 山谷初男
- 柳川節子（和夫の妻） - 八木昌子
- 山野暁子（孝平の妻） - 真由子
- 生田英二（太一郎の主治医） - 小宮孝泰
- 石川貴之（市長候補） - 小山かつひろ
- 小西智子（市長候補） - 山口みよ子
- うぐいす嬢 - 岡林さやか
- 山野太一郎（まり子に遺言作成を依頼した老人・孝平の義父） - 津川雅彦
- 高柳昶正（会社社長・孝平の後援会長） - 水森コウ太
- 松阪隆子、小森琴世、長谷川洋子、栗原智紀、田浦リオ、松井武士、後藤真采呂、松本愛理、芥川るみ、大藤真美、大勝みゆき、鳥井美歌、秋里実希、中村まり、竹内泉、友野升太、川村貴司、岡田慶太、福本宏二

## スタッフ
- 脚本 - 井上由美子
- 監督 - 佐藤健光、真船禎
- プロデューサー - 北崎たか子、山根さおり、武末佳子、久野浩平、千野栄彦
- 製作著作 - TBS・PDS

## 放送日程
| 話数 | 放送日         | サブタイトル | 脚本       | 監督     |
| ---- | -------------- | ------------ | ---------- | -------- |
| 1    | 1999年04月19日 | 約束         | 井上由美子 | 佐藤健光 |
| 2    | 2000年02月14日 | 時効         | 井上由美子 | 佐藤健光 |
| 3    | 12月11日       | 秘密         | 井上由美子 | 佐藤健光 |
| 4    | 2002年03月18日 | 再会         | 井上由美子 | 佐藤健光 |
| 5    | 2003年06月09日 | 告発         | 井上由美子 | 真船禎   |